# Juan Pablo Brzezicki
Juan Pablo Brzezicki (ur. 12 kwietnia 1982 w Buenos Aires) – argentyński tenisista.

## Kariera tenisowa
W gronie profesjonalistów od 2001 roku do lutego 2012 roku.
W grze pojedynczej Argentyńczyk zwyciężył w jednym turnieju rangi ATP Challenger Tour, w sezonie 2007 na twardych kortach w Salinas. W pojedynku finałowym pokonał Marcosa Daniela.
W grze podwójnej Argentyńczyk wygrał jeden turniej rangi ATP World Tour, w Amersfoort na nawierzchni ziemnej, w 2007 roku. Partnerem deblowym Brzezickiego był Juan Pablo Guzmán, a w finale pokonali wynikiem 6:2, 6:0 parę Robin Haase-Rogier Wassen.
Najwyżej w rankingu ATP singlistów zajmował 94. miejsce (4 lutego 2008), a rankingu deblistów 87. pozycję (13 lipca 2005).

### Finały w turniejach ATP World Tour
| Nazwa                         |
| ----------------------------- |
| Wielki Szlem                  |
| Igrzyska olimpijskie          |
| Tennis Masters Cup            |
| ATP Masters Series            |
| ATP International Series Gold |
| ATP International Series      |

#### Gra podwójna (1–0)
| Końcowy wynik | Nr | Data          | Turniej    | Nawierzchnia | Partner           | Przeciwnicy               | Wynik finału |
| ------------- | -- | ------------- | ---------- | ------------ | ----------------- | ------------------------- | ------------ |
| Zwycięzca     | 1. | 22 lipca 2007 | Amersfoort | Ceglana      | Juan Pablo Guzmán | Robin Haase Rogier Wassen | 6:2, 6:0     |